# Ghani Yalouz
Abdelghani Yalouz dit Ghani Yalouz, né le 28 décembre 1967 à Casablanca, au Maroc, est un lutteur français champion de lutte gréco-romaine, vice-champion olympique à Atlanta en 1996, devenu directeur des équipes de France de lutte, puis directeur technique national, avant d'occuper le même poste auprès de la Fédération française d'athlétisme. Du 19 avril 2017 au 15 septembre 2021, il est directeur général de l'INSEP. Il est depuis directeur de projet auprès de la directrice des sports au sein du ministère des sports et des Jeux olympiques et paralympiques. Il est le lutteur français le plus médaillé au niveau international.

## Biographie

### Carrière sportive
Formé au Club Pugilistique Bisontin (CPB - Doubs) avec lequel il obtient son premier titre de champion de France en 1986. Il intègre l'INSEP en 1988, double champion d'Europe et deux fois vice-champion du monde, Ghani Yalouz obtient, après une 5e place lors des Jeux olympiques de Barcelone en 1992, la médaille d'argent dans la catégorie des moins de 69 kg lors des Jeux olympiques d'Atlanta en 1996. Il participe quatre ans plus tard aux Jeux olympiques de Sydney où il prend la 11e place.

### Carrière professionnelle
En 2000, Ghani Yalouz obtient son diplôme de Professeur de sport. En 2006, il intègre le corps des Conseillers Techniques et Pédagogiques Supérieurs (CTPS).

#### Fédération française de lutte
En se retirant de la compétition, il prend les fonctions de directeur des équipes de France de lutte gréco-romaine de 2000 à 2004, puis de 2004 à 2007 directeur des équipes de France et Directeur technique national adjoint chargé du haut niveau. En janvier 2007, il devient Directeur technique national (DTN) de la Fédération française de Lutte. Aux Jeux Olympiques de Pékin en 2008, il est considéré comme le principal artisan de la médaille d'or de Steeve Guénot et de la médaille de bronze de Christophe Guénot. De 2004 à 2009, il a été conseiller du Président de la Fédération internationale des luttes associées (FILA), Raphaël Martinetti (en).

#### Fédération française d'athlétisme
Le 30 mars 2009, Ghani Yalouz est nommé Directeur technique national de l'athlétisme français, en remplacement de Franck Chevallier, en poste depuis 2005.

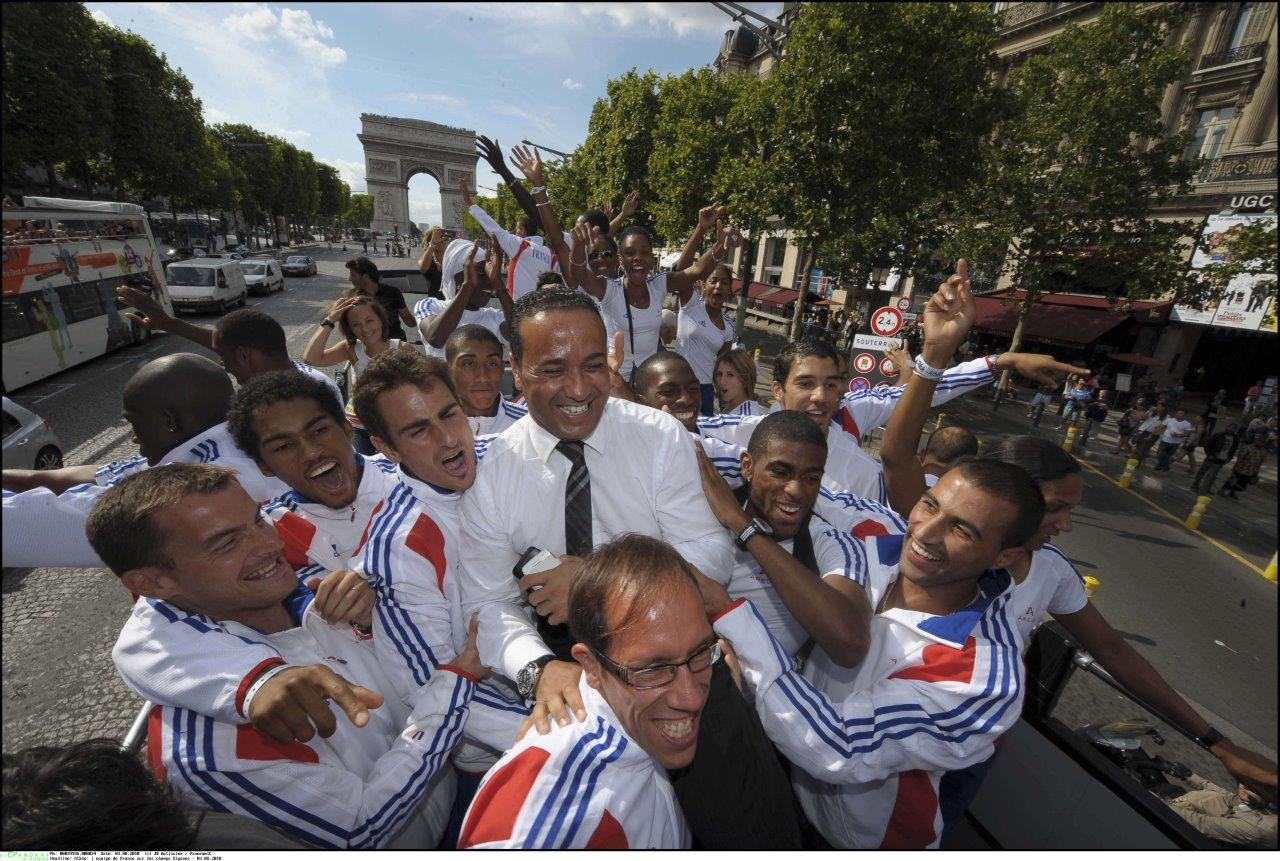
L'équipe de France d'athlétisme et Ghani Yalouz

Les championnats d'Europe d’athlétisme de Barcelone en 2010 marquent une première étape. Avec 18 médailles enregistrées, l'athlétisme français devient la 2e nation européenne d'athlétisme. En mars 2011, ce sont 11 médailles tricolores qui sont décrochées aux championnats d'Europe d'athlétisme en salle qui se déroulent à Paris, puis 4 médailles en Corée aux Championnats du monde, dont la très belle médaille de bronze de Christophe Lemaitre sur 200 mètres. En 2014, lors des championnats d'Europe d'athlétisme de Zurich, l'athlétisme Français ramène 23 médailles dont 9 or, ce qui représente à ce jour le record historique pour un championnat d'Europe.
Considéré comme un meneur d'hommes, avec une méthode fondée davantage sur l'humain que sur la technique, il a su amener l’Équipe de France d'athlétisme à ses meilleurs résultats depuis les 3 dernières olympiades. Lors des Jeux Olympiques de Rio en aout 2016, les athlètes français ramèneront 6 médailles olympiques. Le plus gros total depuis 1948. En mars 2016, il intègre la commission des entraîneurs de l'Association internationale des fédérations d'athlétisme (IAAF).

#### Institut national du sport, de l'expertise et de la performance
Le 11 mars 2017, Ghani Yalouz est nommé, par un arrêté signé du Premier ministre Bernard Cazeneuve directeur général de l'Institut National du Sport, de l'Expertise et de la Performance (INSEP). Il le restera jusqu'au 15 septembre 2021. 

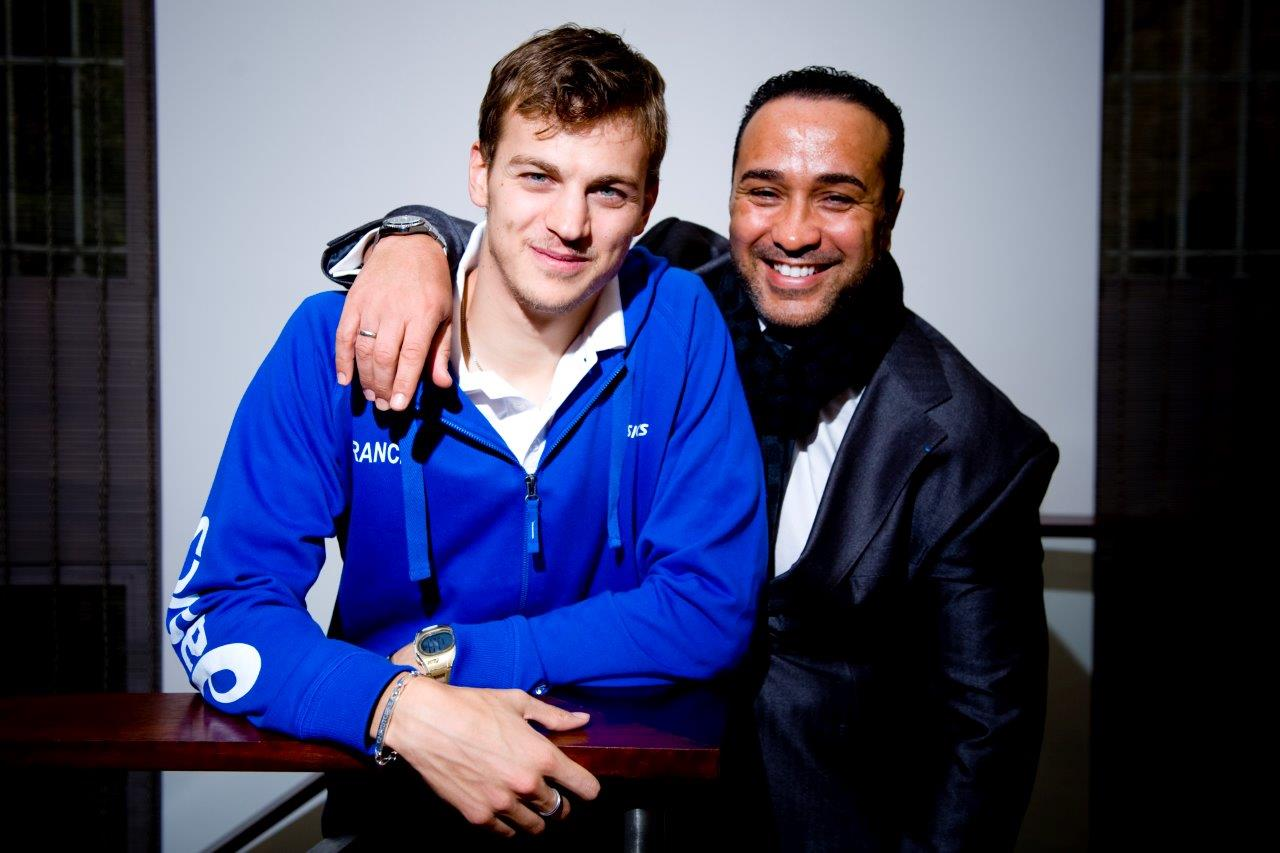
Christophe Lemaitre et Ghani Yalouz

### Instances olympiques
Ghani Yalouz a été membre de la commission des athlètes du Comité national olympique et sportif français de 1996 à 2009.
Le 7 avril 2008, avec d'autres grandes personnalités du sport français, il porte à travers les rues de Paris la Flamme olympique.

### Vie associative

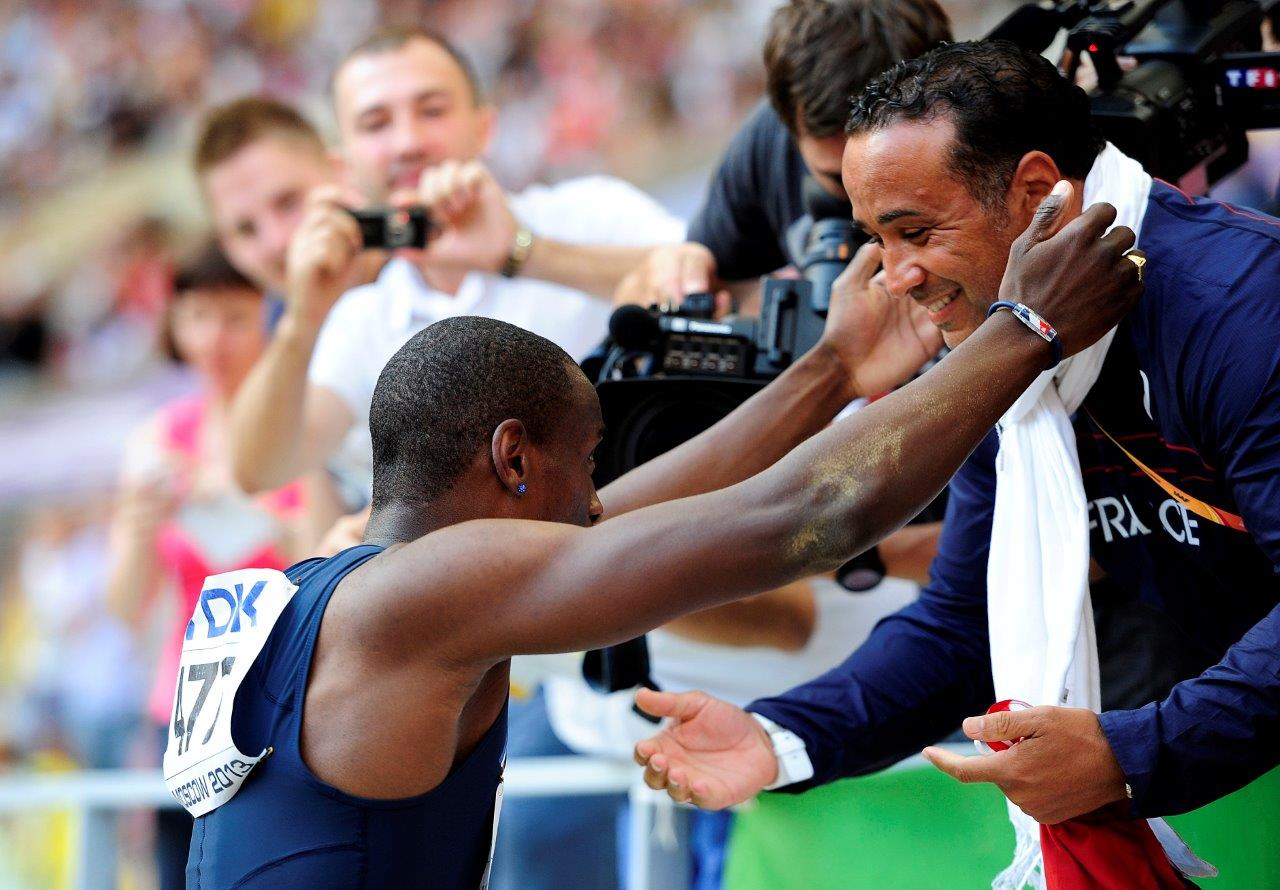
Teddy Tamgho et Ghani Yalouz

Ghani Yalouz a été vice-président de la commission des athlètes de la Fédération internationale des luttes associées (FILA). Il est parrain et membre du conseil d'administration de l'association Action Prévention Sport (APS), aux côtés de grands champions tels que Florian Rousseau et Nantenin Keita. APS accueille et forme des jeunes en difficulté en favorisant leur insertion, notamment professionnelle, par le sport. Il est aussi membre de l'association Impulsion 75 en tant que Président d'honneur du comité de parrainage des sportifs de haut niveau. Impulsion 75 se concentre sur les jeunes hommes et les jeunes femmes qui rencontrent des difficultés pour accéder à l’emploi en région parisienne.

### Bibliographie

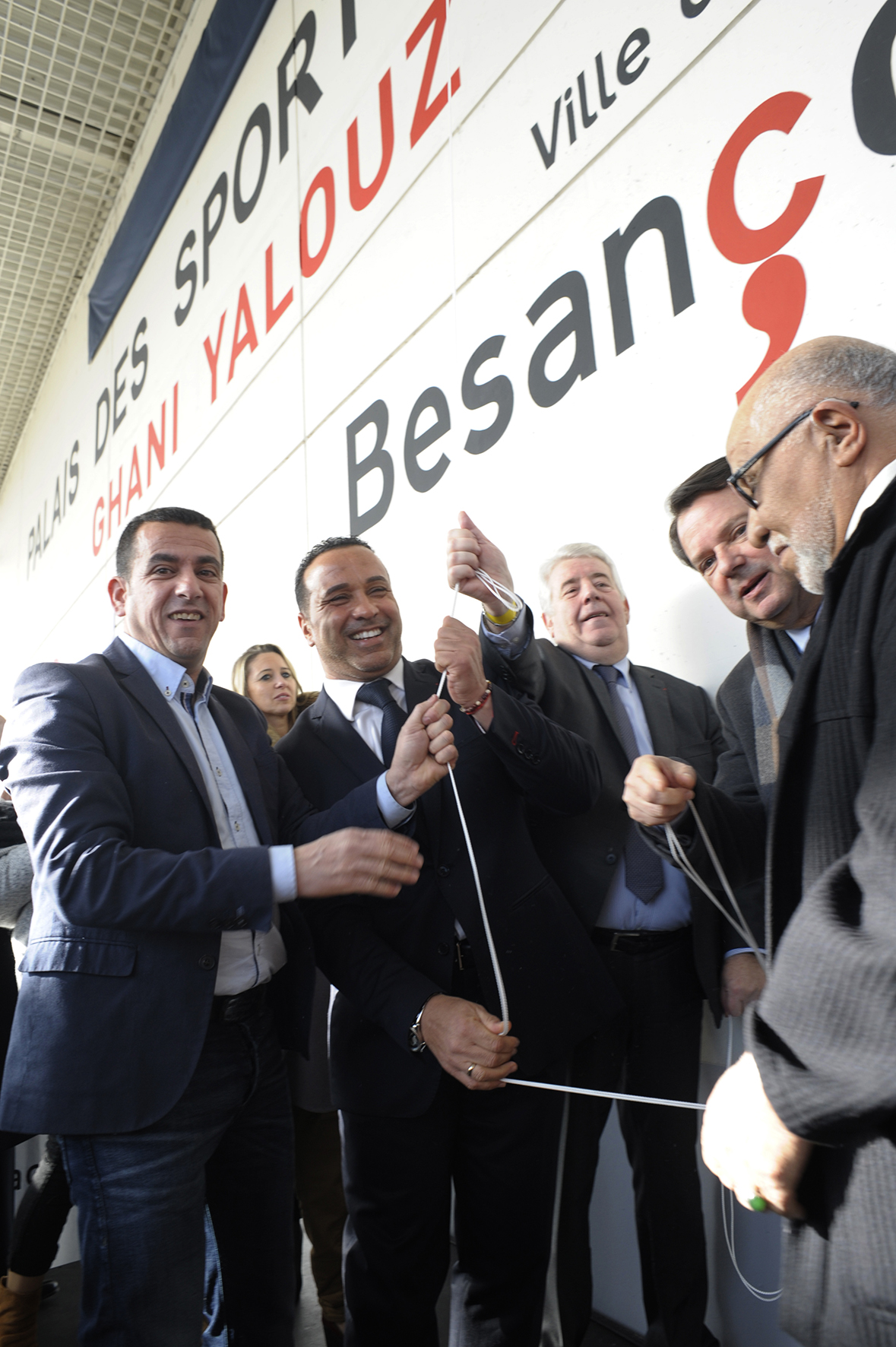
Inauguration du Palais de Sports Ghani Yalouz de Besançon

## Récompenses et palmarès

### Championnats et Jeux olympiques
- Jeux olympiques
  -  Médaille d'argent en lutte gréco-romaine (moins de 69 kg) aux Jeux olympiques d'Atlanta en 1996.

- Championnats du monde
  -  Médaille d'argent en lutte gréco-romaine (moins de 68 kg) en 1989
  -  Médaille d'argent en lutte gréco-romaine (moins de 68 kg) en 1994
  -  Médaille de bronze en lutte gréco-romaine (moins de 68 kg) en 1993

- Championnats d'Europe
  -  Médaille d'or en lutte gréco-romaine en 1992
  -  Médaille d'or en lutte gréco-romaine en 1995
  -  Médaille d'argent en lutte gréco-romaine (moins de 68 kg) en 1994
  -  Médaille de bronze en lutte gréco-romaine (moins de 68 kg) en 1989
  -  Médaille de bronze en lutte gréco-romaine (moins de 68 kg) en 1990
  -  Médaille de bronze en lutte gréco-romaine (moins de 68 kg) en 1996

### Distinctions
- Chevalier de la Légion d'honneur (2014)
- Chevalier de l'ordre national du Mérite (1996)
- Médaille de la jeunesse, des sports et de l'engagement associatif, or (1990)
- Médaille de la Défense nationale, échelon bronze (1989)
- Inauguration du Palais des sports Ghani-Yalouz à Besançon (2017) [12]
- Prix du meilleur dirigeant sportif Pierre-Paul Heckly - Académie des sports (2014)
- RMC Sport Award du manager sportif français de l'année 2014[13]
- Elu 2ème manager international de l'année 2014 par l'Equipe Magazine[14]
- Ceinture d'or de la fédération française de lutte (1992)[15]
- Croix du mérite 2008 - Fédération internationale des luttes associées (FILA)
- Médaille d'or de la Fédération française d'athlétisme (2013)
- Prix nationaux du Fair Play (Iris du sport) - Meilleur éducateur sportif Lutte et Athlétisme (2015)
- Grande médaille de la Ville de Paris - Échelon Vermeil (1996)
- Prix Colette Besson "Esprit Sportif", prix nationaux du fair play pour l'équipe de France d'athlétisme des Championnats d'Europe 2010 à Barcelone, décerné par l'association française pour un sport sans violence et pour le fair play[16]
- European Athletics Coaching Award 2012 - Association européenne d'athlétisme
- Citoyen d'honneur de la ville de Besançon[17]